# Elsa Gress
Elsa Judith Elisa Gress (født 17. januar 1919, død 18. juli 1988) var en dansk forfatter, kritiker, oversætter og intellektuel. Elsa Gress skrev adskillige romaner, essays og skuespil i perioden 1945-1986. Ud over sit forfatterskab var Elsa Gress særligt kendt for sin rolle som debattør og kulturkritiker, i hvilken hun gjorde sig bemærket for sin insisterende tone og skarpe litterære sans. Navnlig kunstnerens rolle i samfundet lå Elsa Gress på sinde, men også hendes indgående kendskab til USA og amerikansk kultur spillede en stor rolle i hendes virke.

## Forfatterskab
Elsa Gress’ forfatterskab fordeler sig over flere forskellige genrer, herunder romaner, skuespil og essays. Store dele af forfatterskabet anvender selvbiografisk stof, og skildrer ofte livet i intellektuelle og kunstneriske kredse. Forfatterskabet er præget af Gress’ følelse af at være misforstået og sat uden for samfundet, og det er ofte fra dette synspunkt, fortællingerne udgår.
Blandt forfatterskabets mest notable romaner kan nævnes Erindringsbilleder (Mine mange hjem (1965), Fuglefri og fremmed (1971) og Compañia (1976)), tre romaner, der skildrer forfatterens liv fra barndom til voksenliv. Også debutromanen Mellemspil (1947) høstede stor anerkendelse for sin skildring af efterkrigsårenes rodløse eksistenser, og indbragte forfatteren Forlaget Schultz’ Litteraturpris.
Af Elsa Gress’ essays kan debatbogen Det uopdagede køn (1964) fremhæves. Her debatteres og kritiseres det, forfatteren kalder ”enkønssamfundet”, og et humanistisk perspektiv fremlægges. Netop den humanistiske tilgang frem for den feministiske, som i 1970’erne blev fremtrædende, adskiller Elsa Gress’ synspunkt fra den senere kvindebevægelses.
Ud over sit eget forfatterskab arbejdede Elsa Gress som oversætter, og har blandt andet oversat Anthony Burgess' komplicerede roman A Clockwork Orange fra 1962, Bertrand Russells Vestens Filosofi (A History of Western Philosophy), John Steinbecks Øst for paradis og Philip Roths debutbog Goodbye, Columbus fra 1959 (dansk: Farvel, Columbus, oversat 1965).

## Kritiker og debattør
Som kritiker ønskede Gress at fremhæve samfundets humanistiske og demokratiske fundament, som hun mente var truet i den moderne tid. Gress var fortaler for kulturradikalisme, inspireret af 1700-tallets oplysningstanker og andre kulturradikale skikkelser som Georg Brandes og Poul Henningsen. Gress videreførte således de kulturradikale tanker i utallige debatindlæg og foredrag, hvor hun argumenterede mod alle typer af partikularisme og kæmpede for individers ret til at være individer.
Også kunstnerens rolle i samfundet var et tilbagevendende tema i Elsa Gress’ kulturkritik, idet hun mente, at kunstnerne blev behandlet urimeligt dårligt i hendes samtid.

## Privatliv
Elsa Gress blev født på Frederiksberg, men tilbragte det meste af sin opvækst i Ordrup. Elsa Gress blev student fra Ordrup Gymnasium 1937 og Mag. Art. i litteraturvidenskab fra Københavns Universitet 1944. Hun vandt universitetets guldmedalje for sin afhandling om klassicismens gennembrud i engelsk litteratur.
2. verdenskrig fik stor betydning for Elsa Gress’ liv og forfatterskab, og hun var engageret modstander af nazismen, og deltog i modstandsbevægelsen under 2. verdenskrig.
Elsa Gress blev i 1956 gift med den amerikanske maler Clifford Wright, med hvem hun fik sønnen Jonathan Gress (1957) og datteren Barbara Gress (1957). Parret adopterede David Gress (1953), hendes søn fra et tidligere forhold.
I 1959 flytter familien ind i en nedlagt skole i byen Åsø nær Glumsø, som siden tiltrak besøg fra adskillige kunstnere, og husede forskellige udstillinger og arrangementer. Hjemmet kaldtes Decenter, og var en del af Elsa Gress' passionerede arbejde med alternative, skabende miljøer.
Elsa Gress boede fra 1972 og frem til sin død i gartnerboligen i Slotsparken ved Marienborg Gods på Møn, i dag kendt som arbejds- og kunstnerrefugiet Villa Gress. Hun ligger begravet på kirkegården ved Damsholte Kirke.

## Priser og udmærkelser
- 1947 - Schultz' Litteraturpris for Mellemspil (roman)
- 1965 - Kollegernes Ærespris
- 1968 - PH-prisen
- 1971 – Kritikerprisen for Fuglefri og fremmed (erindringer)
- 1971 - Selskabet for de skiønne og nyttige Videnskabers Pris
- 1974 – Søren Gyldendal-prisen
- 1975 – Medlem af Det Danske Akademi
- 1976 – Holberg-medaljen
- 1986 - Läkerols Kulturpris